# Fotoevaporación

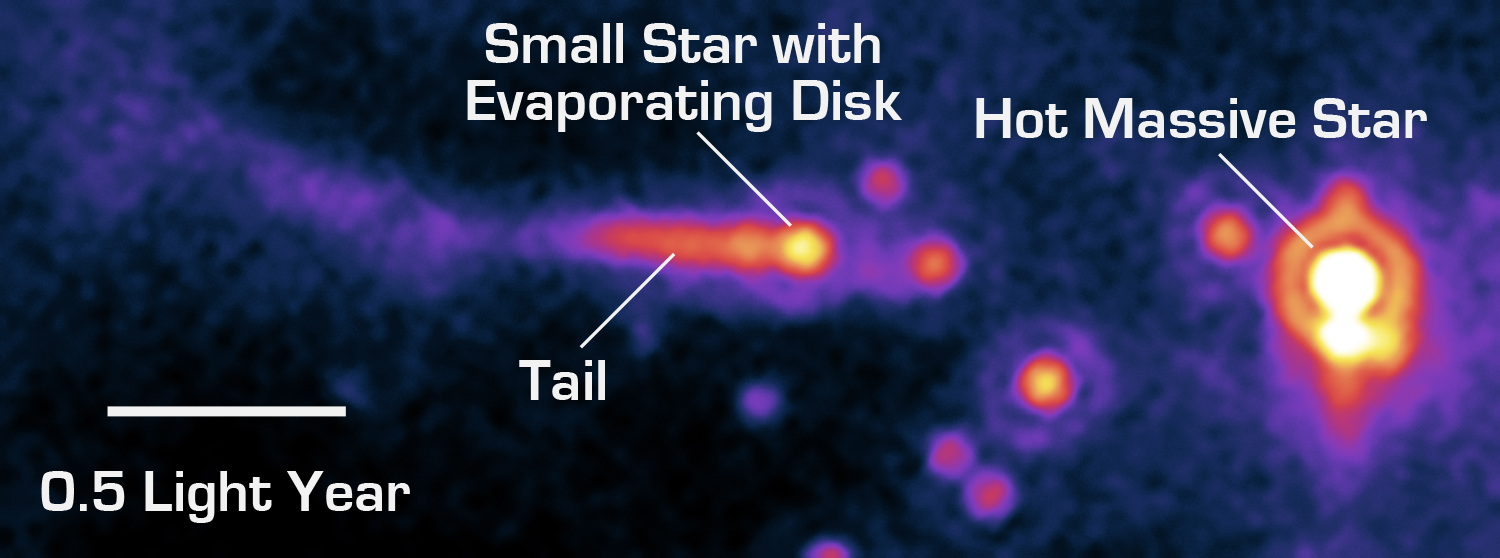
Disco protoplanetario afectado por fotoevaporación debido a la cercanía de una estrella de tipo O

La fotoevaporación designa el proceso por el cual un planeta es despojado de su atmósfera o de parte de ella debido a la interacción de la misma con fotones altamente energéticos y otros tipos de radiación electromagnética. Cuando un fotón interactúa con una molécula perteneciente a la atmósfera, esa molécula es excitada, se aumentan su velocidad y su temperatura. En caso de que se transfiriera suficiente energía, ese átomo o esa molécula podría alcanzar la velocidad de escape del planeta y "evaporarse" al espacio, es decir, escapar de la atmósfera y de la atracción gravitatoria del planeta. Cuanto menor es la masa molecular del gas, mayor es la velocidad resultante de la interacción con la radiación. Así, el hidrógeno es el gas más proclive a sufrir fotoevaporación.

## Fotoevaporación en discos protoplanetarios
Los discos protoplanetarios pueden ser dispersados por viento estelar y/o calentamiento, a causa de la incidencia de radiación electromagnética. Los discos están formados de gas y polvo y, al estar compuesto el gas de elementos muy ligeros como hidrógeno o helio, es el gas el que más sufre la fotoevaporación. La aceleración de los cuerpos provocada por la radiación favorece la salida de las partículas del disco hacia el exterior. Este efecto solo es apreciable cuando la radiación es suficientemente energética, como por ejemplo la proveniente de estrellas cercanas de tipo O o de tipo B, o también cuando en la protoestrella central comienza la fusión nuclear.